# Rotraut Hinderks-Kutscher
Rotraut Hinderks-Kutscher (* 14. Dezember 1908 in München; † 26. April 1986 ebenda) war eine deutsche Autorin und Illustratorin von Kinder- und Jugendbüchern.

## Leben
Hinderks-Kutscher kam als erste Tochter des Literaturprofessors Artur Kutscher und seiner ersten Ehefrau Gertrud Schaper, die er 1907 geheiratet hatte, in München zur Welt.
Schon in jungen Jahren begann sie Jugenderzählungen zu schreiben, die sie auch illustrierte. Im Alter von 14 Jahren besuchte sie bereits die graphische Berufsschule in München und 1926 erhielt sie ein Begabtenstipendium für die Akademie der Bildenden Künste. Ab 1928 studierte sie bei Emil Preetorius. Im selben Jahr lernte sie ihren späteren Mann, Meinhard Hinderks, kennen, der ebenfalls in München studierte. Aus der Ehe mit Hinderks ging die Tochter Nani hervor.
Von 1933 bis 1943 lebte das Ehepaar Hinderks-Kutscher in Berlin. Meinhard Hinderks, der sein Studium als Diplom-Ingenieur abgeschlossen hatte, arbeitete dort als Fotograf und Journalist. Rotraut Hinderks-Kutscher illustrierte und schrieb ab dieser Zeit viele Kinder- und Jugendbücher.
Zahlreiche Auflagen erlebte ihr Werk über Wolfgang Amadeus Mozarts Kindheit und Jugend Donnerblitzbub Wolfgang Amadeus. Sie schrieb und illustrierte auch weitere Musikerbiographien.
In den Jahren 1943 bis 1953 lebte die Familie Hinderks-Kutscher im oberösterreichischen Vöcklamarkt im „Schropphaus“ (Haus Nr. 180). Von 1950 bis 1952 arbeitete Rotraut Hinderks-Kutscher mit Professor Franz Lipp zusammen; das Ergebnis war der Volkskundeatlas Art und Brauch im Land ob der Enns. Auch die Vöcklabrucker Aquarelle entstanden in der Zeit in Österreich.
1953 zog die Familie nach Deutschland zurück, wo Rotraut Hinderks-Kutscher zusammen mit ihrem Mann ab 1960 zahlreiche Plakate für die Deutsche Bundesbahn gestaltete. Bekannte Serien waren etwa Burgen und Schlösser am Schienenweg und Deutschlands Tierwelt mit der Bahn. In den 1970er-Jahren gestaltete sie auch einige Werbeschriften der Deutschen Bundesbahn grafisch und arbeitete zusammen mit ihrem Mann unter anderem für die Internationale Tourismus-Börse, was viele Reiseverpflichtungen mit sich brachte. Während Meinhard Hinderks die journalistischen und fotografischen Recherchen übernahm, arbeitete Rotraut Hinderks-Kutscher die Texte und Illustrationszeichnungen aus. Meinhard Hinderks starb 1985, Rotraut Hinderks-Kutscher im darauffolgenden Jahr.
Im Uhren- und Heimatmuseum Vöcklamarkt ist der Künstlerin eine Vitrine gewidmet.

## Werke
- Das Reisegepäck, Berlin-Grunewald 1929
- Katei und Matei reisen in die Stadt. Eine lustige Geschichte für Kinder zum Kleben. Erzählt von Else Hinzelmann. Mit Bilder [sic!] von Rotraut Kutscher, Ravensburg 1931
- Eine Dreipässefahrt auf dem Stahlroß. In: Durch alle Welt Heft 41 (Oktober 1936) bis Heft 47 (November 1936), mit zahlreichen Fotos und Illustrationen der Verfasserin.
- Die bunte Laterne, Mainz 1933
- Rotkäppchen, Mainz 1937
- Zöpfle bei den Sommereltern, Stuttgart 1940
- Der Krampus von Trollberg, Stuttgart 1941
- Tönjes von Null bis drei Tagebuch einer jungen Mutter, Stuttgart, 1. Aufl. 1941
- Spielsachen (= Schneider-Malbücher, H. 9), Reichenau 1943
- Schmetterlinge (= Schneider-Malbücher, H. 8), Reichenau 1943
- Zootiere (= Schneider-Malbücher, H. 7), Reichenau 1943
- Haustiere (= Schneider-Malbücher, H. 6), Reichenau 1943
- Trachten (= Schneider-Malbücher, H. 5), Reichenau 1943
- Donnerblitzbub Wolfgang Amadeus. Mozarts Jugend, Stuttgart 1943
- Hänsel und Gretel. Ein Märchen-, Mal- und Erzählungsbuch, Mainz 1949
- Dorfkinder, Hildesheim 1950
- Franzl aus dem Himmelpfortgrund. Ein Schubert-Buch für die Jugend, Stuttgart 1955
- Ein Leben voll Musik. Ein Schubert-Buch für die Jugend, Stuttgart 1955
- Kamerad Annett, Stuttgart 1956
- Papa Haydn. Ein Jugendbuch über Joseph Haydn, Stuttgart 1957
- Unsterblicher Wolfgang Amadeus Mozart. Die Wiener Jahre, Stuttgart, 4. Aufl. 1971
- Unsterblicher Wolfgang Amadeus Mozart. Donnerblitzbub-Finale, Stuttgart 1959